# جبل الشعانبي
جبل الشعانبي هو أعلى مرتفع في تونس إذ تبلغ قمته 1544م. يقع في الوسط الغربي التونسي وهو مغطى بغابة من الصنوبر الحلبي. ويوجد بالحديقة الوطنية بالشعانبي بولاية القصرين الّتي تضمّ 262 نوع نباتي و24 فصيلة من الثدييات و16 نوعا من الزواحف والضفدعيات.

## المنتزه الوطني
هي محمية وطنية تبلغ مساحتها 6723 هكتارا، ومنذ ديسمبر 1980 أصبحت حديقة وطنية بمقتضى أمر رئاسيّ. تضم 262 جنسا نباتيّا و24 نوعا من الثدييات.

## الأفاق الإستثمارية
يحتوي الجبل على مناظر طبيعية خلابة جاذبة للمستثمرين وهذه بعض أفكار مشاريع سياحية من شأنها ان تنهض بالجبل وبالقطاع السياحي في ولاية القصرين :
- منتزه ترفيهي
- تهيئة الطريق المؤدية إلى القمة
- وضح محطات استرحة على طريق القمة
- مركز تربصات رياضية (كرة قدم، كرة طائرة، كرة سلة، كرة يد، كرة المضرب .... )
- نزل 5 نجوم
- تهيئة حديقة الحيوانات
- مقاهي ....

## أحداث جبل الشعانبي
وقعت انفجارات لأربعة ألغام في مايو 2013 وأدت لبتر سيقان جنود وفقدان بصر لآخر وجرح آخرين.

و كذلك يوم 29 يوليو 2013 تم نصب كمين من طرف ارهابيين أدى إلى استشهاد 8 جنود تونسيين منهم اثنان ماتوا ذبحا في حادثة تعتبر الوحيدة من نوعها في تونس..

وعلى اثرها، بدأت تشكيلات الجيش التونسي تنطلق نحو المرتفع معلنة عن عملية عسكرية واسعة النطاق ومستخدمة كافة الوسائل المتاحة آنذاك من الطائرات الحربية والمدافع والدبابات والمدرعات في مرتفع الشعانبي، كما تم اقحام القوات الخاصة التونسية عاقدين العزم على القضاء على المجموعات الارهابية المسلحة المتهمة بقتل الجنود الثمانية وزرع ألغام داخل التراب التونسي. 

يوم 17 جويلية 2014، استشهد 14 فرد من الجيش الوطني التونسي بالإضافة لعدة جرحى نتيجة هجوم ارهابي غادر على خيمة الإطار (رمضان) افراد الجيش الوطني التونسي بقذيفة RPG ووابل من الرصاص ثم الهروب للقطر الجزائري والجدير بالذكر ان اعتداء 2013 كان أيضا في شهر رمضان وفي نفس المنطقة .

كما يقوم الجيش الوطني التونسي والحرس الوطني بعمليات بحث وتمشيط واسعة لتفكيك الألغام وتدمير مخابئ المجموعات الارهابية بالمرتفعات المحاذية له كجبل سمامة وجبل سلوم والتي اعلنت (بالإضافة إلى عدة جبال بولايات أخرى) مناطق عسكرية مغلقة أو مناطق عمليات بالإضافة إلى جهات تم تحديدها على الشريط الحدودي مع الجزائر في نطاق القضاء على العناصر المتبقية فيهما وطرد الإرهاب وتفكيك الالغام التي تم زرعها سابقا.
متمكنة إلى نهاية سنة 2015 من القضاء على ازيد من مئاتي ارهابي داخل قطاع القصرين العسكري نصفهم في مرتفع الشعانبي وحده إضافة إلى قتل جميع القيادات الارهابية في كمائن وعمليات خاصة عديدة وتفكيك 400 لغم والإطاحة بشبكات الدعم والاسناد وهو ما مكن من عزل بقايا الإرهاب اللذين أصبحوا يلتجئون إلى سرقة سكان المرتفعات.
يذكر ان المجموعات الارهابية في مرتفع الشعانبي وغيره عملت جاهدة على اخفاء جثث قتلاها عبر نثر الموالح والتوابل عليها قبل ردمها في قبور جاهزة بقصد التمويه لكي لا يتم اكتشافها ومعرفة عددها حيث توجد إلى اليوم مقابر جماعية لارهابيين في مرتفع الشعانبي وغيره لم يتم اكتشافها، واشكالية اخفاء الجثث قال عنها الوسلاتي الناطق الرسمي باسم وزارة الدفاع انها مسالة لم يتعرض لها الجيش التونسي فقط بل هي عنصر مشترك واجهته كل الدول التي جابهت الإرهاب وحرب العصابات وقد عرفت نفس التوجه ولقيت نفس الصعوبات في التوصل إلى الجثث التي تم القضاء عليها.

## مواضيع ذات صلة
- جبال تونس
- ولاية القصرين
- الوشواشة